# 古今鍛冶備考
『古今鍛冶備考』（ここんかじびこう）は、日本の刀剣評価書（文政13年（1830年））。山田浅右衛門吉睦によって、『懐宝剣尺』を再刊したもの。

## 概要
最上大業物は12工、大業物は21工、良業物は50工、業物は80工、大業物・良業物・業物混合65工の計228工が作刀した刀が評価されている。
- 『古今鍛冶備考 : 犬養木堂注記本』（山田浅右衛門編著、福永酔剣解説）- 1975年（雄山閣）